# El Mirage, Arizona
El Mirage je grad u američkoj saveznoj državi Arizona. Prema popisu stanovništva iz 2010. u njemu je živjelo 31,797 stanovnika.